# Martin Jensen (Fußballspieler, 1909)
Martin Jensen (* 8. September 1909 in Mõisaküla, Gouvernement Estland; † 8. August 1992 in Toronto, Kanada) war ein estnischer Fußballspieler und -trainer.

## Karriere
Martin Jensen besuchte die Berufsschule in Pärnu. Nebenbei spielte er für den JK Pärnu Tervis aktiv Fußball. Ab 1934 spielte Jensen in Tallinn für den dort ansässigen JS Estonia. Mit einer kurzen Unterbrechung im Jahr 1941, als der Stürmer für Dünamo Tallinn auf Torejagd ging, war er bis zum Jahr 1943 für JS Estonia aktiv. Mit JS Estonia errang er in den Jahren 1934, 1935, 1936, 1938, 1939 und 1943 sechs Estnische Fußballmeisterschaften.
Von 1934 bis 1938 absolvierte Jensen 6 Länderspiele für die Estnische Nationalmannschaft. Im August 1934 debütierte er im Länderspiel gegen Finnland im Kadrioru staadion von Tallinn.

## Spätere Jahre
Während des Zweiten Weltkriegs emigrierte Martin Jensen nach Schweden, bevor er in den 1950er Jahren weiter nach Kanada auswanderte. Er ließ sich in der größten Stadt Kanadas, Toronto, nieder. Dort trainierte er eine Fußballmannschaft aus Estnischen Auswanderern, die den Namen Toronto Kalevi trug.

## Erfolge
- Estnische Fußballmeisterschaft: 1934, 1935, 1936, 1938, 1939, 1943